# Jaime de Montesa
Jaime de Montesa (†20 de agosto de 1487), jurista y máxima autoridad de Zaragoza hasta 1485.

## Protesta contra la inquisición
Judío convertido al cristianismo, junto con otros influyentes conversos entre los que se contaban caballeros y otros funcionarios reales, protestó ante el rey Fernando el Católico contra la creciente influencia y poder del Santo Oficio de la Inquisición en la ciudad de Zaragoza, en una solicitud en la que se señalaba la incomodidad que producía la presencia de esta institución en aquel reino, por ser aquel muy cristiano y por encontrarse en él muy pocos herejes, a los que en cualquier caso debía abordarse mediante advertencias y consejos. Sus protestas no obtuvieron resultado alguno, siendo la respuesta del rey taxativa: Siendo el reino de Aragón muy cristiano, ninguna incomodidad debía producir el tribunal, por cuanto no había razón para que este tuviera ocasión de entrar reiteradamente en sus funciones.

## Procesamiento
El 17 de octubre de 1485, un mes después del asesinato del inquisidor Pedro Arbués, Jaime de Montesa fue acusado de haber sido uno de los conspiradores por un hombre que frecuentaba a una criada de su residencia, y fue arrestado, siendo inhabilitado del ejercicio de su cargo. El tribunal de la Inquisición le interrogó dos días después, y aunque negó toda culpabilidad relativa al hecho, fue confinado en un calabozo en el que permaneció por 22 meses, a la espera de un juicio.  
Se le interrogó por segunda vez el 10 de agosto de 1487, ocasión en la que se le sometió al sistema de tortura conocido como garrucha. Debido a esto confesó, tal vez falsamente, haber participado en la instigación y planificación del asesinato del inquisidor, y haber ofrecido 600 florines de oro a quien lo asesinase.
Fue juzgado y condenado por cargos que nada tenían que ver con el motivo por el que fue preso, siendo estos los de seguir la Ley Mosaica, de asistir a bodas de judíos, de comer alimentos propios de  estos, de judaizante y de haber practicado ceremonias judaicas después de haberse convertido al cristianismo.

## Condena
Encontrado culpable de los cargos que se le imputaban, se le condenó a muerte por lo tardío de su confesión.
Jaime de Montesa, cuando menos septuagenario, fue decapitado en la plaza del mercado de Zaragoza el 20 de agosto de 1487, el mismo día en que su hija, Leonor de Montesa, era quemada en una de las hogueras de dicha plaza por haber practicado ceremonias judaicas y por haber ayunado durante cincuenta años en la fiesta judía del Yom Kipur.